# Luis Barrera Linares
Luis Barrera Linares (n. Maracaibo, Zulia; 3 de junio de 1951) es un escritor venezolano, así como docente, narrador, crítico y cronista de prensa.

## Carrera
Profesor de Castellano y Literatura, Especialista en Investigación Literaria, Magíster en Lingüística y Doctor en Letras. Profesor Titular de la Universidad Simón Bolívar, de la Universidad Católica Andrés Bello (Caracas, Venezuela) y de la Universidad Católica Silva Henríquez (Santiago de Chile). Individuo de Número de la Academia Venezolana de la Lengua, sillón letra D, de cuya junta directiva fue vicepresidente (2011-2015) y miembro correspondiente de la Real Academia Española y de la Academia Chilena de la Lengua. Integrante, por Venezuela, de la Comisión Permanente de la Asociación de Academias de la Lengua Española (ASALE, 2013) y de la Comisión Interacadémica a cargo del Diccionario de la lengua española (DLE) y del Diccionario fraseológico panhispánico (coordinado por la Academia Chilena de la Lengua).
Investigador en las áreas de escritura (divulgativa, especializada y multimodal), lenguaje inclusivo, desarrollo del lenguaje, narratología, literatura venezolana y análisis del discurso. Exdirector general del Centro de Estudios Latinoamericanos Rómulo Gallegos (CELARG), cuyo taller literario de narrativa ha coordinado en dos ocasiones (1991, 2006). Miembro fundador de la Asociación Latinoamericana de Estudios del Discurso (ALED), de la que fue su primer delegado regional por Venezuela. Coordinador del taller de ensayo de Monte Ávila Editores (2005). Exgerente de Ediciones de la Editorial de la Universidad Pedagógica Experimental Libertador (FEDUPEL). Coordinador de la colección de autores venezolanos de Alfaguara (2005-2011). Autor y coautor de más de un centenar artículos especializados, publicados en diversas revistas académicas españolas e hispanoamericanas,  y de 35 libros sobre diferentes temáticas y géneros. Premio de Narrativa “Armas  Alfonzo (1982, Barcelona, Venezuela), Premio Nacional de Narrativa del Consejo Nacional de la Cultura (CONAC, 1986), Premio Municipal de Caracas (1990, 1994). Integrante del Programa Venezolano de Promoción del Investigador (Ministerio de Ciencia y Tecnología, Fonacit, PPI, desde el nivel I, 1990, hasta el nivel IV,2011).

## Publicaciones
Narrativa:
- En el bar la vida es más sabrosa (cuentos, Caracas: Instituto Pedagógico, 1980)
- Beberes de un ciudadano (cuentos, Caracas: Edit. Caribana, 1985)
- Para escribir desde Alicia (novela, Caracas: Fundarte  / MJ editores, 1989)
- Parto de caballeros (novela, Caracas: Edit. Monte Ávila 1991; Caracas: Comala editores, 2002)
- Cuentos de humor de locura y de suerte (cuentos, Caracas: Edit. Fundarte, 1993)
- Sobre héroes y tombos (novela, Caracas: Edit. Equnoccio, 1999)
- Parto de caballeros (novela,  Caracas: Comala editores, 2002, edición corregida)
- Cuentos en-red-@-dos (cuentos, Caracas: Editorial Ficticia La Duda Melódica, 2003)
- Cuentos en-red-@-dos /Sobre héroes y Tombos (Cuentos/novela, Caracas: Edit. El perro y la rana, 2007, reedición corregida y ampliada)
- Sin partida de yacimiento (novela, Caracas: Edit. BID and CO, 2009) (reedición digital revisada, 2017, Caracas: Los Libros de El Nacional, Biblioteca Luis Barrera Linares)
- Parto de caballeros (novela, USA: Createspace, 2012, edición impresa por demanda y edición digital)
- Breves y bravos (cuentos, Caracas: Lector Cómplice, 2014)
- Escribir desde Alicia (novela, edición definitiva, Nueva York: Sudaquia editores, 2015)
- Jueves de Cruz y Ficción (novela, Caracas: Lector Cómplice, 2016)
- Cuentos reunidos (1976-2018) (Maracaibo; Sultana del Lago, disponible en www.amazon).

Crónica:
- La duda melódica. Crónicas malhumoradas.(Caracas: Academia Venezolana de la Lengua, 2013).
- La duda melódica. Crónicas malhumoradas.(reedición digital actualizada y corregida, 2017, Caracas: Los Libros de El Nacional, Biblioteca Luis Barrera Linares).

Teoría y crítica literarias:
- Del cuento y sus alrededores (teoría literaria,1993, compilador- autor con Carlos Pacheco).
- Desacralización y parodia. Aproximación al cuento venezolano del siglo XX (cuento venezolano, Caracas: Monte Ávila-USB, 1997).
- Del cuento y sus alrededores (teoría literaria, Caracas: Monte Ávila, 1997, edición ampliada, compilador- autor con Carlos Pacheco).
- Discurso y literatura (teoría literaria, Caracas: La Casa de Bello, 1995)
- Discurso y literatura (teoría literaria, Caracas: Universidad Central de Venezuela, 2000, 2a. edición ampliada).
- Discurso y literatura. Teoría, crítica y análisis de textos literarios a partir de los aportes del análisis del discurso (teoría literaria,  Caracas: Los Libros de El Nacional, 2004, 3a. edición ampliada)
- La negación del rostro. Apuntes para una egoteca de la narrativa masculina venezolana (crítica, Caracas: Monte Ávila, 2005).
- Nación y Literatura. Itinerarios de la palabra escrita en la cultura venezolana (compilación de trabajos de crítica literaria, desde la colonia hasta el siglo XXI, con Carlos Pacheco y Beatriz González S., Caracas: Fundación Bigott-USB, 2006).
- Propuesta para un canon del cuento venezolano del siglo XX (crítica, Caracas: Equinoccio, 2014. 31 capítulos sobre 31 cuentistas venezolanos del siglo XX, coordinador-autor con Carlos Pacheco, Carlos Sandoval. 19 autores)
- Nación y Literatura. Itinerarios de la palabra escrita en la cultura venezolana (segunda edición, digital, compilación de trabajos de crítica literaria, desde la colonia hasta el siglo XXI, con Carlos Pacheco y Beatriz González S., Caracas: Equinoccio, 2021)
- Desacralización y parodia. Aproximación al cuento venezolano del siglo XX (cuento venezolano, segunda edición, digital,  Caracas: Equinoccio, 2022).
- La negación del rostro. Apuntes para una egoteca de la narrativa masculina venezolana (nueva edición, edición digital, 3 tomos, aumentada y corregida. Caracas: Academia Venezolana de la Lengua, 2022).

Lingüística:
- Psicolingüística y complejidad derivacional(Caracas: Instituto Pedagógico, Centro de Investigaciones Lingüísticas y Literarias Andrés Bello, 1986).
- Psicolingüística y adquisición del español(Caracas: Editorial Retina, 1988, con Lucía Fraca de Barrera).
- Psicolingüística y desarrollo del español I(Caracas: Monte Ávila, 1991, con Lucía Fraca de Barrera).
- Los estudios lingüísticos en Venezuela y otros temas (Caracas: Edit. IPAS-ME, 1992, con Luis Quiroga Torrealba)
- Psicolingüística y desarrollo del español II (Caracas: Monte Ávila, 1999, con Lucía Fraca de Barrera)
- Análisis crítico del discurso. Crítica literaria, perfiles psicológicos y avisos necrológicos (Caracas: Universidad Católica Andrés Bello, 2000).
- Psicolingüística y desarrollo del español I(Caracas: Monte Ávila, 2004, segunda edición ampliada, con Lucía Fraca de Barrera).
- Habla pública, Internet y otros enredos literarios (Caracas: Equinoccio, 2009) (reedición digital revisada, 2018, Caracas: Equinoccio)
- Ciberlingua y ciberliteratura (Madrid: Editorial Académica Española, 2012, con Lucía Fraca de Barrera)
- Habla pública, Internet y otros enredos literarios (Caracas: Equinoccio, 2009) (reedición digital revisada, 2018, Caracas: Equinoccio)